# Diaporthomycetidae
Die Diaporthomycetidae sind eine Unterklasse der Schlauchpilze.

## Merkmale
Das Stroma ist vertieft bis hervorbrechend und besteht aus orangen, braunen oder schwarzen parenchymatischen Gewebe. Die Fruchtkörper sind Perithecien, die einzeln oder gehäuft im Stroma eingebettet bis hervorstehend sind, und kugelig bis halbkugelig, selten auch birnenförmig, manchmal auch kohlenartig geformt sind. Sie sind braun bis schwarz gefärbt. Die Schläuche besitzen eine zylindrische, keulenförmige bis längliche Form. Sie sind unitunicat, acht- oder vielsporig und besitzen einen inamyloiden, lichtbrechenden Apikalapparat. Die Sporen sind in zwei bis drei Reihen angeordnet, von sehr unterschiedlicher Form, septiert oder unseptiert, manchmal mit diversen Anhängseln oder Hüllen. Die Nebenfruchtform ist coelomycetisch oder hyphomycetisch aufgebaut, das Sporenlager ist entweder als Acervulus, das heißt als in das Wirtsgewebe eingesenkte Myzelpolster mit gedrängt stehenden Konidienträgern, oder auch als Pyknidie, eine kugel- bis flaschenförmige fruchtkörperähnliche Struktur, ausgebildet. Die konidienbildenden Zellen sind phialidisch oder annellidisch ausgebildet. Die Konidien selber sind klein bis groß, ein- bis vielzellig, durchsichtig, hell- bis dunkelbraun. Wenn die hyphomycetische Form vorliegt, sind die Konidienträger endständig oder seitlich, meist durchsichtig, aber manchmal gefärbt. Die Konidien sind dann meist einzellig, oval und durchsichtig.

## Lebensweise
Die Diaporthomycetidae haben sehr unterschiedliche Lebensweisen. Sie sind pathogen, endophytisch oder saprobisch lebend, meist an Pflanzen gebunden, aber es gibt auch Pathogene an Insekten, anderen Tieren oder Menschen.

## Systematik
Maharachchikumbura et al. (2015, 2016) gliedern die Unterklasse in 10 Ordnungen und 29 Familien. Bis zur Familie ist die Systematik wie folgt:
- Ordnung Annulatascales
  - Familie Annulatascaceae
- Ordnung Atractosporales[4]
  - Familie Atractosporaceae
- Ordnung Barbatosphaeriales[5]
  - Familie Barbatosphaeriaceae
- Ordnung Calosphaeriales
  - Familie Calosphaeriaceae
  - Familie Pleurostomataceae
- Ordnung Cancellidiales[5]
  - Familie Cancellidiaceae
- Ordnung Conlariales[5]
  - Familie Conlariaceae
- Ordnung Ceratolentales[5]
  - Familie Bullimycetaceae
  - Familie Ceratolentaceae
- Ordnung Diaporthales
  - Familie Apiosporopsidaceae
  - Familie Apoharknessiaceae
  - Familie Asterosporiaceae
  - Familie Aurantiopycnidiellaceae
  - Familie Coryneaceae
  - Familie Cryphonectriaceae
  - Familie Cytosporaceae (=Valsaceae)
  - Familie Diaporthaceae
  - Familie Diaporthostomataceae
  - Familie Diaporthosporellaceae
  - Familie Dwiroopaceae
  - Familie Erythrogloeaceae
  - Familie Foliocryphiaceae
  - Familie Gnomoniaceae
  - Familie Harknessiaceae
  - Familie Juglanconidaceae
  - Familie Lamproconiaceae
  - Familie Macrohilaceae
  - Familie Mastigosporellaceae
  - Familie Melanconidaceae
  - Familie Melansporellaceae[6]: Erst 2017 beschriebene Familie
  - Familie Neomelanconiellaceae
  - Familie Phaeoappendicosporaceae
  - Familie Prosopidicolaceae
  - Familie Pseudomelanconidaceae
  - Familie Pseudoplagiostomataceae
  - Familie Pyrisporaceae
  - Familie Schizoparmaceae
  - Familie Stilbosporaceae
  - Familie Sydowiellaceae
  - Familie Synnemasporellaceae
  - Familie Tubakiaceae

- - Familie Phaeochorellaceae: noch incertae sedis innerhalb der Diaporthales

- Ordnung Distoseptisporales
  - Familie Distoseptisporaceae
- Ordnung Jobellisiales
  - Familie Jobellisiaceae
- Ordnung Magnaporthales[7]
  - Familie Ceratosphaeriaceae
  - Familie Magnaporthaceae
  - Familie Ophioceraceae
  - Familie Pseudohalonectriaceae
  - Familie Pyriculariaceae
- Ordnung Myrmecridiales
  - Familie Myrmecridiaceae
- Ordnung Ophiostomatales
  - Familie Kathistaceae
  - Familie Ophiostomataceae
- Ordnung Pararamichloridiales
  - Familie Neoeriomycopsidaceae
  - Familie Pararamichloridiaceae
- Ordnung Phomatosporales
  - Familie Phomatosporaceae
- Ordnung Rhamphoriales
  - Familie Rhamphoriaceae
- Ordnung Sporidesmiales
  - Familie Sporidesmiaceae
- Ordnung Thyridiales
  - Familie Thyridiaceae
- Ordnung Tirisporellales
  - Familie Tirisporellaceae
- Ordnung Togniniales
  - Familie Togniniaceae
- Ordnung Xenospadicoidales
  - Familie Xenospadicoidaceae

- unsichere Stellung innerhalb der Diaporthomycetidae
  - Familie Acrodictyaceae
  - Familie Junewangiaceae
  - Familie Melanascomaceae
  - Familie Papulosaceae
  - Familie Pseudoproboscisporaceae
  - Familie Trichosphaeriaceae
  - Familie Woswasiaceae

Die Ordnung Coniochaetales (inklusive den Cordanales) gehören nun in die Unterklasse Sordariomycetidae.